# Levandefoder

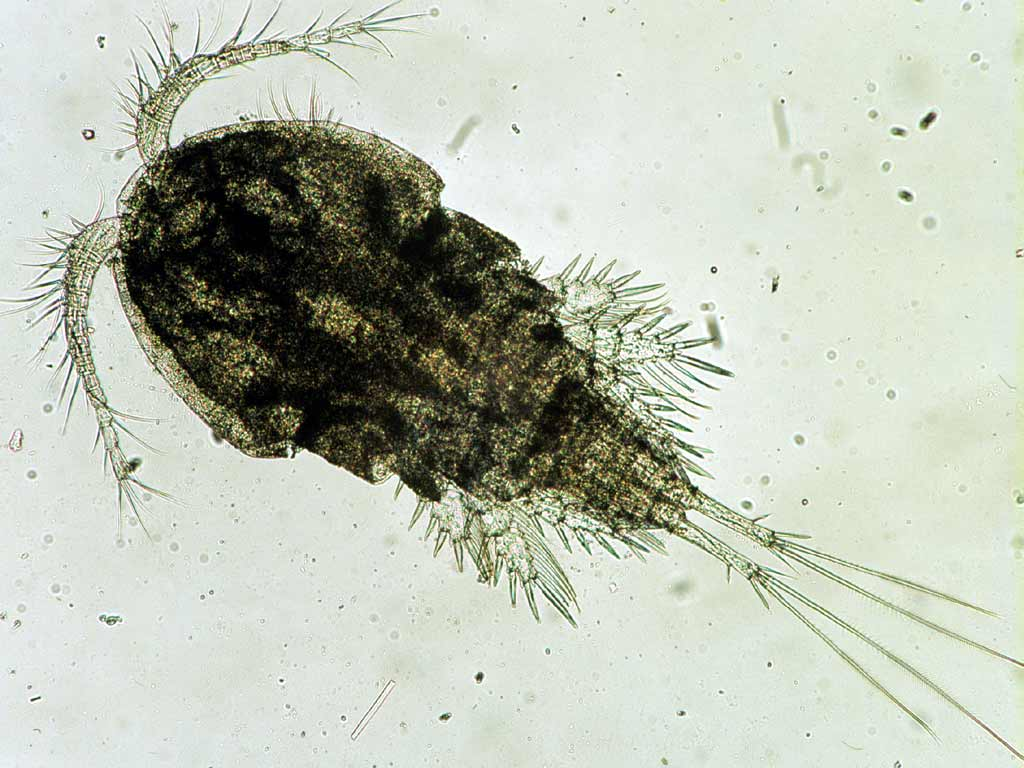
Vuxna Cyclops säljs sällan i zoohandeln, men kan enkelt fångas med finmaskig håv i de flesta dammar och andra mindre vattendrag. De kan bli upp till ett par millimeter stora.

Levandefoder är levande foder som ges till akvariefiskar och sällskapsdjur i terrarium och palludarium.

## Levandefoder till akvariefiskar

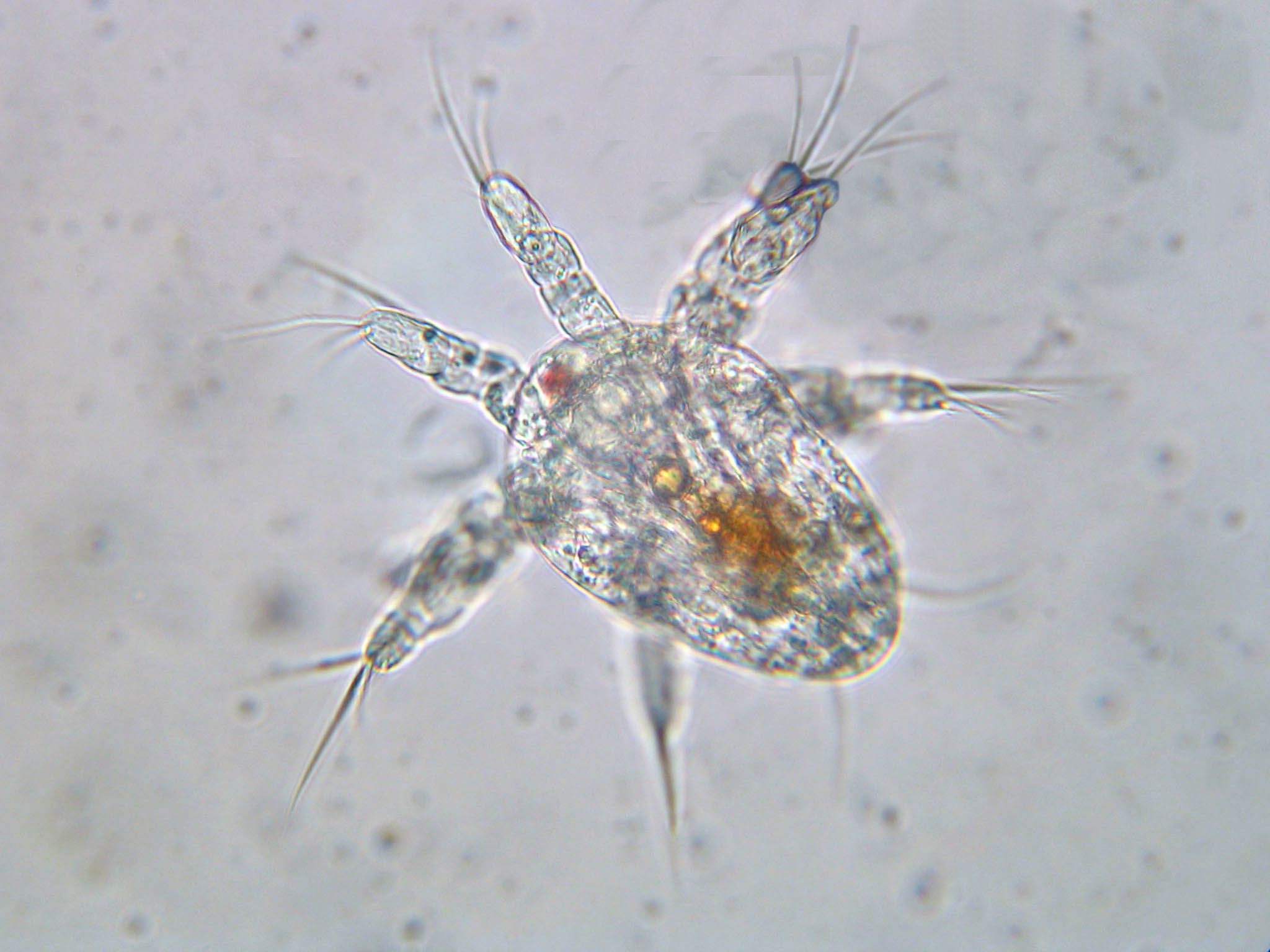
Nauplier av Cyclops är utmärkta som foder till växande yngel och ungfisk. De är endast några tiondels millimeter långa.

Det förekommer en stor mängd olika typer av levandefoder för akvariefisk, men till de vanligare hör larver av tofs, stick- och fjädermyggor (i tur och ordning kallade "vita", "svarta" respektive "röda mygglarver"), små fåborstmaskar inom Tubifex och närstående släkten, samt daphnier, hoppkräftan Cyclops (på svenska ofta omnämnda "cyklops"), och ibland lövmask.
Till yngel och ungfisk ges mindre foderdjur, såsom nauplier av antingen Cyclops eller saltkräftan Artemia, samt infusorier.